# Irmi Rey-Stocker
Pour les articles homonymes, voir Rey et Stocker.
Irmy Rey-Stocker, née Stocker le 16 février 1929 à Evilard, est une femme médecin suisse spécialisée en gynécologie de l'enfant et de l'adolescente, connue pour sa défense des droits des femmes à la contraception "non naturelle", pour son écoute bienveillante des demandes des patientes concernant l'interruption de grossesse et comme théologienne pour sa réflexion sur l'origine de la vie.
Irmi Rey-Stocker

## Biographie
Titulaire d'une maturité obtenue au gymnase de Bienne, elle étudie la médecine à l'Université de Fribourg et de Bâle. Durant sa formation, elle se voit refuser l'accès à la pathologie par le professeur qui ne voulait pas engager de femmes. Elle obtient le diplôme de docteure en gynécologie et obstétrique en 1963, à l'université de Bâle après avoir suivi une formation auprès de Karel Vesaly et John Huffman à Chicago. Elle se spécialise en gynécologie pédiatrique, de l'adolescente et de la jeune adulte. En 1964, elle effectue un remplacement dans un cabinet médical privé à Saas-Fee où elle découvre la vie à la montagne et les accouchements à domicile auprès d'une population qu'elle estime "rude, courageuse, taciturne mais au cœur d'or".  

### Carrière professionnelle
En 1965, elle est  engagée à l'hôpital de Sierre comme cheffe de Service en gynécologie-obstétrique et le restera jusqu'en 1995. Elle est la première femme gynécologue à pratiquer en Valais. Elle doit faire face à un milieu médical masculin peu enclin à lui faciliter l'exercice de sa profession. En milieu hospitalier, elle se heurte aux religieuses car elle défend l'usage de la contraception dans un canton catholique conservateur où l'Église  contrôle la régulation des naissances,. Elle reste pourtant en Valais grâce au soutien de ses patientes.  
En parallèle, elle poursuit sa formation à la faculté de médecine de Lausanne où elle obtient le titre de médecin agrégée au Département de gynécologie du CHUV en 1972. Lors du premier congrès international de gynécologie de l'enfant et de l'adolescente qui a lieu à Lausanne, est créée la Fédération internationale de gynécologie infantile. Irmi Rey-Stocker en est désignée secrétaire générale. Elle contribue à développer la connaissance des organes génitaux féminins afin de mettre un terme au tabou qui les entourent . Irmi Rey-Stocker participe à des émissions télévisées dédiées à la sexualité car, pour elle, il est important d'informer la population, notamment les adolescentes sur la contraception et le planning familial. 

### La retraite
En 1995, Irmi Rey-Stocker prend sa retraite et quitte le milieu hospitalier en étant spécialement remerciée par ses anciennes patientes,. Jusqu'en 1998, elle séjourne à Jérusalem pour apprendre l'hébreu, se familiariser avec les différentes communautés religieuses sur place et chercher à répondre à la question de savoir où commence et où finit la vie. Elle étudie les trois religions monothéistes à l'Université al-Qods de Jérusalem et, en 2004, présente une thèse en sciences des religions à l'université de Fribourg. Sa thèse qui traite du début et de la fin de la vie humaine, est publiée en 2005; elle est intitulée Anfang und Ende des menschlichen Lebens aus der Sicht der Medizin und der drei monotheistischen Religionen Judentum, Christentum und Islam. Elle donne lieu à des recensions dans de nombreuses revues,.

### Récompense
2010: Prix de la Fondation La créativité au troisième âge,. 

## Publications
- Irmi Rey-Stocker, "Vulvites et vaginites chez l'enfant", Gynaecologia, 168, 1969, 413-415.
- "Sexualité, contraception et grossesse chez l'adolescente", Gynäk. Rdsch, 23, 1983, 108-120.
- Kinder und Adoleszentengynäkologie, Bäbler Verlag, 1994.
- Anfang und Ende des menschlichen Lebens aus der Sicht der Medizin und der drei monotheistischen Religionen Judentum, Christentum und Islam, Karger, 2006, 283 p.